# Немецкое экономическое чудо
Немецкое экономическое чудо (также Западногерманское экономическое чудо и Рейнское чудо; нем. Wirtschaftswunder) — период быстрого восстановления экономики ФРГ после Второй мировой войны в период с 1948 до середины 1960-х годов, основанное на неолиберализме. Впервые применительно к данным условиям термин был употреблён в 1950 году в The Times.

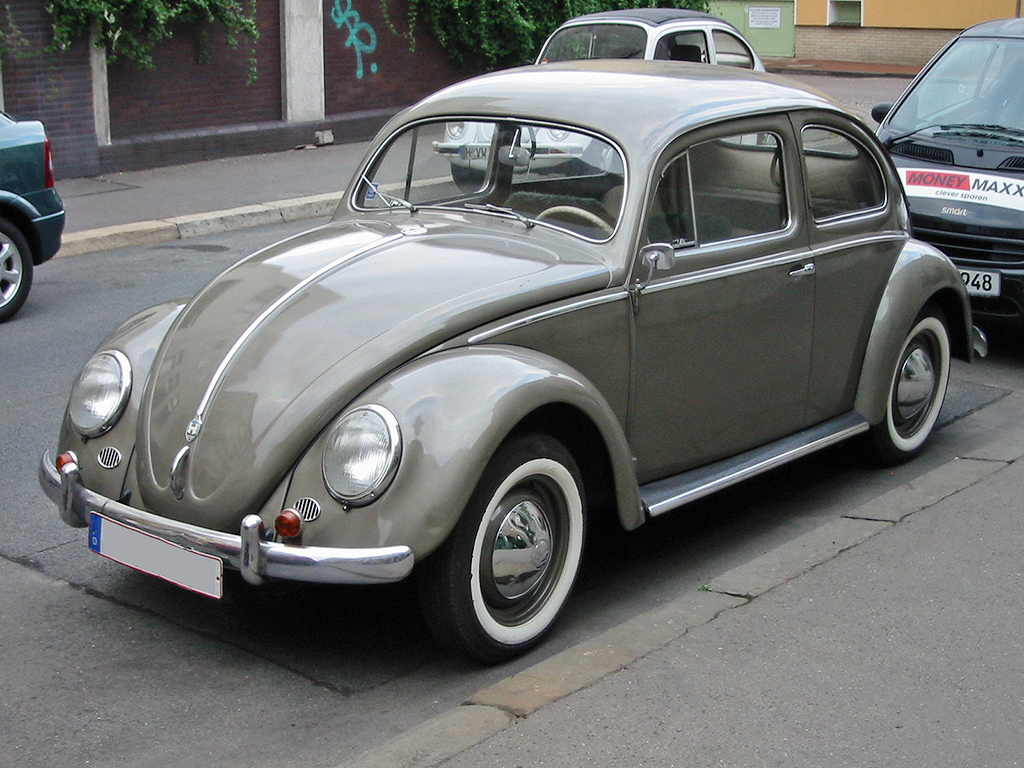
Символом немецкого экономического чуда стал Volkswagen Beetle

Началом периода экономического чуда считается денежная реформа в Тризонии 1948 года, приведшая к замене рейхсмарки немецкой маркой в качестве законного средства платежа. Отличительными чертами периода были низкий уровень инфляции, сокращение количества безработных (до 0,7 %), высокие темпы роста ВВП (до 8 % в год) и значительный рост промышленного производства. «Отцом» политики, приведшей к «чуду», считается Людвиг Эрхард, занимавший пост министра экономики в правительстве канцлера Конрада Аденауэра. Результатами экономического чуда стали ликвидация товарного дефицита, быстрое восстановление разрушенной войной промышленности и инфраструктуры страны, возвращение её на мировые рынки, возрастание уровня жизни населения и превращение ФРГ уже к середине 1950-х годов в одну из наиболее развитых стран Европы. В период с конца 1950-х по начала 1960-х годов «чудо» было подкреплено также принятием нескольких законов, обеспечивавших социальные гарантии населению (в частности, Закон о социальной помощи 1961 года).
В ряде случаев термин «немецкое экономическое чудо» применяется и к Австрии того же периода, аналогичным образом сумевшей восстановить свою экономику.